# 1007
1007 је била проста година.

## Догађаји
- Данци нападају град Утрехт.
- Хајнрих II Свети води рат у Фландрији. После освајања Гента, гроф Балдуин Брадати се добровољно предаје краљу у Ахену.
- Болеслав Храбри поново осваја земље до реке Лабе. Освајања које је Хајнрих II извршио 1005. године на источним границама поново су изгубљена током његовог боравка у Фландрији.
- Пољаци пустоше Немачку (до Магдебурга).
- У августу се све тада познате планете, као и Сунце и Месец, окупљају у сазвежђу Лава.
- У Кини рат номада (тзу-бу) са Киданима (Лиао).
- Дочек код великог кнеза Владимира Свјатославича у Кијеву Бруна Кверфуртског (будући свети Бонифације), који пролази кроз Кијев и учествује у крштењу Печенега. Његовим посредовањем Владимир склапа мир са Печенезима. Епископ Бруно у свом писму немачком краљу Хајнриху II назива Владимира „владаром Руса, моћним захваљујући свом царству и богатству“ и помиње да им је, да би одржао мир са Печенезима, послао једног од својих синова као таоца.
- Руска војска помаже византијском цару Василију II у рату против подунавских Бугара.

## Рођења
- Википедија:Непознат датум — Исак I Комнин, будући византијски цар (умро 1062).